# Enchiridion Pruski
Enchiridion Pruski (tzw. III Katechizm) – najobszerniejszy (134 strony druku) zabytek wymarłego języka pruskiego. Jest to Mały Katechizm Marcina Lutra przetłumaczony z niemieckiego na pruski przez protestanckiego proboszcza Abla Willa z Pobethen. Enchiridion ukazał się w 1561 r. w Królewcu. Zabytek ten ma ogromne znaczenie dla badań nad strukturą gramatyczną oraz leksyką języka pruskiego.
Enchiridion Pruski jest trzecim wydaniem katechizmu na język pruski, wcześniejsze ukazały się anonimowo w 1545 r. (dwa jednocześnie). W literaturze prutenistycznej, noszą one nazwę I Katechizm i II Katechizm.